# 卡卡尔哈蒂
卡卡尔哈蒂（Kakarhati），是印度中央邦Panna县的一个城镇。总人口7096（2001年）。

## 人口
该地2001年总人口7096人，其中男性3784人，女性3312人；0—6岁人口1326人，其中男692人，女634人；识字率50.58%，其中男性为59.88%，女性为39.95%。